# 谢在库
谢在库（1963年9月—），男，辽宁普兰店人，生于新金，中国石油化工专家，中国石油化工股份有限公司教授级高级工程师，中国科学院院士。

## 生平
1985年毕业于抚顺石油学院，2000年在华东理工大学获得博士学位。
2017年当选为中国科学院院士。